# Whirlpool
Whirlpool Corporation je americký nadnárodní výrobce a prodejce domácích spotřebičů se sídlem v Benton Charter Township v americkém Michiganu. Společnost Fortune 500 má roční příjmy přibližně 21 miliard USD, 78 000 zaměstnanců a více než 70 výrobních a technologických výzkumných center po celém světě.
Na domácím trhu v USA má Whirlpool devět výrobních závodů: Amana (Iowa), Tulsa (Oklahoma), Cleveland (Tennessee), Clyde (Ohio), Findlay (Ohio), Greenville (Ohio), Marion (Ohio), Ottawa (Ohio) a Fall River (Massachusetts). Společně tyto americké výrobní závody tvoří nejméně 5 % zaměstnanců společnosti.

## Hlavní společnosti

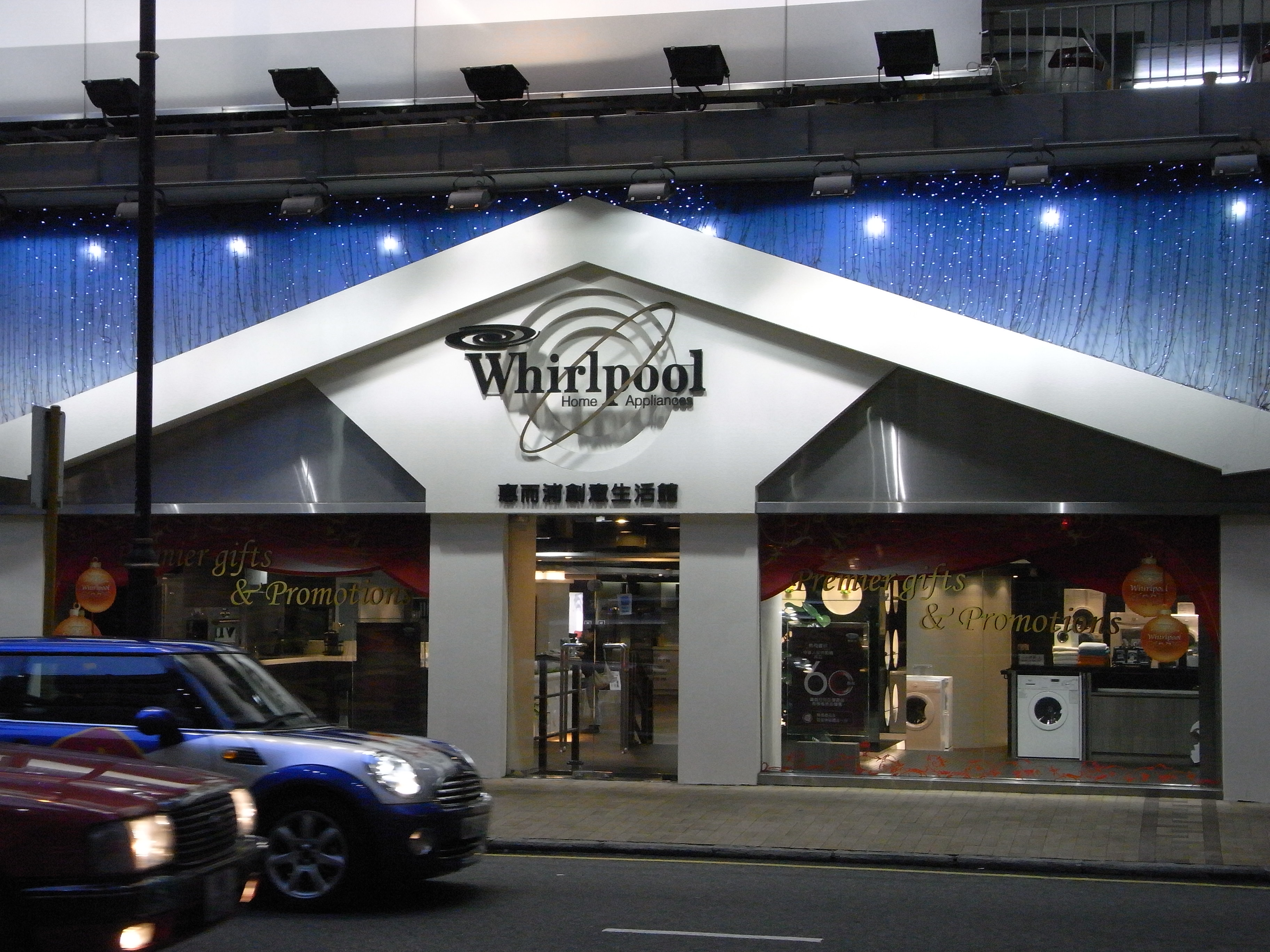

- Acros (Mexiko)
- Affresh Washer Cleaners
- Amana
- Bauknecht
- Brastemp (Brazílie)
- Challenger (Kolumbie)
- Consul (Brazíle)
- Diqua (Čína)
- Estate
- EveryDrop
- Gladiator GarageWorks
- Hefei Sanyo (Čína)
- Hotpoint (Evropa)
- Ignis
- Indesit
- Inglis (Kanada a spojené státy)
- InSinkErator
- Jenn-Air
- KitchenAid
- Laden (Francie)
- Maytag
- Polar
- Privileg
- Roper
- Royalstar (Čína)
- Stinol
- True Fresh
- Whirlpool
- Yummly